# Округ Маскатин (Ајова)
Маскатин (енгл. Muscatine County) је округ у америчкој савезној држави Ајова.

## Демографија
По попису из 2010. године број становника је 42.745, што је 1.023 (2,5%) становника више него 2000. године.
| Група             | 2000.          | 2010.          |
| Белци             | 35.746 (85,7%) | 34.518 (80,8%) |
| Афроамериканци    | 294 (0,7%)     | 606 (1,4%)     |
| Азијати           | 345 (0,8%)     | 350 (0,8%)     |
| Хиспаноамериканци | 4.973 (11,9%)  | 6.803 (15,9%)  |
| Укупно            | 41.722         | 42.745         |